# 邦熱蘇斯 (南里奧格蘭德州)

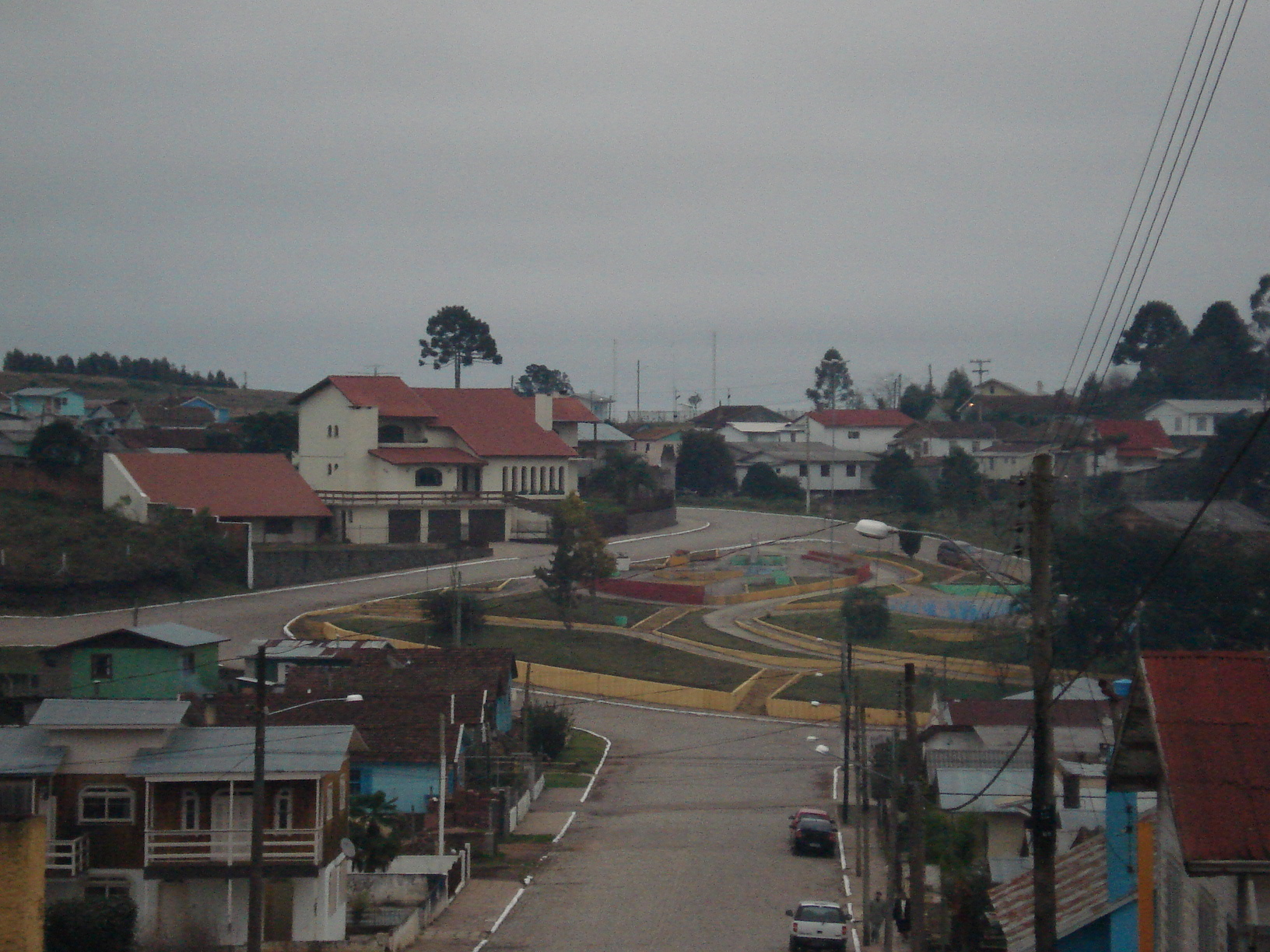
邦熱蘇斯

邦熱蘇斯（葡萄牙語：Bom Jesus）是巴西的城鎮，位於該國南部，由南里奧格蘭德州負責管轄，始建於1913年7月16日，面積2,626平方公里，海拔高度1,046米，2008年人口12,194，人口密度每平方公里4.6人。